# جواز سفر سويدي
جواز سفر السويدي هو وثيقة سفر لمواطني دولة السويد، يعتبر أحد أقوى الجوازات في العالم مع (الفنلندي، الألماني، الأمريكي، البريطاني) حيث يسمح لحامليه بالسفر إلى 187 دولة دون الحاجة إلى تأشيرة إقامة لتلك الدول، و يمنح جواز السفر السويدي لمواطني دولة السويد الأصليين و كذلك للأجانب ممن تنطبق عليهم شروط التقدم على الجنسية السويدية كالإقامة لفترة من الزمن الذي حددته دائرة الهجرة السويدية وأن يكون سجل المواطن خالي من المخالفات للقوانين السويدية وأيضاً عدم وجود اسم طالب الجواز في دائرة أستحصال الديون kronofogden.

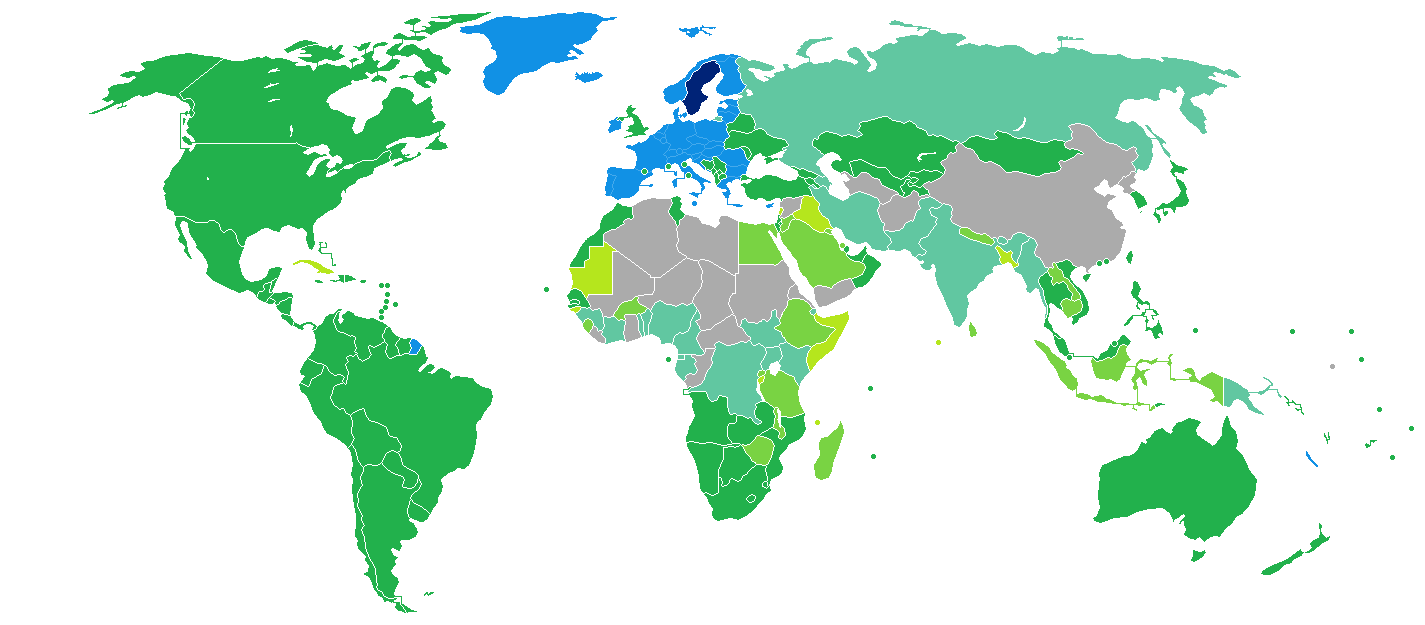
البلدان والأقاليم التي لا تفرض تأشيرة أو تطلب تأشيرة دخول عند الوصول للجهة، لحاملي جوازات السفر السويدية العادية.